# Олександрівка (Чорнухинська селищна громада)
Олекса́ндрівка —  село в Україні, у Чорнухинській селищній громаді Лубенського району Полтавської області. Населення становить 108 осіб. Колишній орган місцевого самоврядування — Хейлівщинська сільська рада.

## Географія
Село Олександрівка знаходиться на відстані 1,5 км від села Чаплинка та за 2,5 км від села Красне. По селу протікає пересихаючий струмок з загатою.